# Thuần Tốn
Quẻ Thuần Tốn, đồ hình:||:|| còn gọi là quẻ Tốn (巽 xun4), là quẻ thứ 57 trong Kinh Dịch.
- Nội quái là ☴ (:|| 巽 xun4) Tốn hay Gió (風).
- Ngoại quái là ☴ (:|| 巽 xun4) Tốn hay Gió (風).

Giải nghĩa: Thuận dã. Thuận nhập. Theo lên theo xuống, theo tới theo lui, có sự giấu diếm ở trong. Âm dương thăng giáng chi tượng: khí âm dương lên xuống giao hợp.